# Mačkov graben
Mačkov graben je dolina z istoimenskim povirnim pritokom reke Gradaščice, ki izvira v Polhograjskem hribovju, zahodno od Ljubljane. Sodi v porečje Ljubljanice.